# Кинофестиваль в Авориазе 1973 года
Международный фестиваль фантастического кино в Авориазе (кинофестиваль) (Le Festival international du film fantastique d’Avoriaz) 1973 года проходил во французских Альпах (Франция) с 16-23 января 1973 года. Это был первый фестиваль в этом курортном местечке.
Главным его итогом стал феноменальный успех телевизионной ленты 25-летнего Стивена Спилеберга «Дуэль», по сути первой полнометражной работы выдающегося режиссёра. Надо учесть, что среди конкурентов Спилберга были именитые мастера кино и жанров ужаса и кинофантастики (Марко Феррери, Марио Бава, Марчелло Алипранди. Да и среди картин, представленных на этом самом первом смотре были ленты, позже вошедшие в список классики жанра фильмов ужасов и кинофантастики: «Ужасный доктор Файбс», «Кровавый залив», «Данвичский ужас».
Но смелость и новаторство молодого постановщика Спилберга пришлась по вкусу именитому жюри во главе Рене Клеманом и с участием таких мастеров как Кристофера Ли и Ален Роб-Грийе, Хуан Бунуэль.

## Жюри
- Рене Клеман (президент жюри).
- Кристофер Ли
- Ален Роб-Грийе
- Хуан Бунюэль (Juan Buñuel)
- Робер Энрико
- Андре Фарваги (Andre Farwagi)
- Гастон Фердьер (Gaston Ferdière)
- Гурмелен (Gourmelin)
- Рене Генвиль (Rene Gainville)
- Нелли Каплан (Nelly Kaplan)
- Андре Пьейр де Мандьярг
- Клод Чу (Claude Tchou)

## Лауреаты
- Гран-при: «Дуэль» (Duel), США, 1971, режиссёр Стивен Спилберг
- Второй приз: «Птички, сироты и блаженные» (Vtackovia, siroty a blazni), Чехословакия-Франция, 1970, режиссёр Юрай Якубиско
- Актёр: Мишель Пикколи за роль в фильме «Темрок» (Themrok), Франция, 1971, режиссёр Клод Фаралдо
- Специальный приз жюри:«Темрок» (Themrok), Франция, 1971, режиссёр Клод Фаралдо
- Фильмы-номинанты:
  - «Ужасный доктор Файбс» (Abominable Dr. Phibes, The), США, 1970, режиссёр Роберт Фуэст
  - «Худая девушка» (Ragazza di latta, La), Италия, 1970, режиссёр Марчелло Алипранди
  - «Жабы» (Frogs, The), США, 1972, режиссёр Джордж Макгоуэн;
  - «Семя человеческое» (Seme dell’uomo, Il), Италия, 1971, режиссёр Марко Феррери
  - «Кровавый залив» (Reazione a catena), Италия, 1971, режиссёр Марио Бава
  - «Данвичский ужас» (Dunwich Horror), США, 1970, режиссёр Даниэл Хэллер
  - «Безмолвное бегство» (Silent Running), США, 1971, режиссёр Даглас Трамбл